# 47144 Фаулкес
47144 Фаулкес  (47144 Faulkes) — астероїд головного поясу, відкритий 7 серпня 1999 року.
Тіссеранів параметр щодо Юпітера — 3,621.